# Принцев, Юзеф Янушевич
Юзеф Янушевич Принцев (фамилия при рождении — Прицкер; 5 января 1922, Елисаветград — 6 июля 1989, Ленинград) — русский советский писатель, драматург и сценарист.

## Биография
После школы в 1940 году поступил на актёрское отделение Ленинградского театрального института, в мастерскую Л. С. Вивьена. В июне 1941 года сдал экзамены за первый курс. В июле 1941 года вступил в народное ополчение, с ноября 1941 года был актёром фронтового театра-студии под руководством В. Плучека и А. Арбузова. В 1942—1945 годах — литсотрудник газеты Северного флота «Североморец».
В 1945 году восстановился в институте. Параллельно с учёбой много писал для эстрады и радио. В 1948 году закончил институт, и в этом же году в ЛенТЮЗе была поставлена его первая пьеса «Страна чудес», в которой он сыграл свою последнюю театральную роль.
Автор пьес, приключенческих романов. Работал с киностудией Горького, Ленфильмом.

## Семья
Дочь — Ольга Юзефовна Принцева (род. 14.01.1952), в первом браке замужем за Михаилом Швыдким, по специальности гистолог, в 1977 году защитила кандидатскую диссертацию на биологическом факультете МГУ по теме «Подчелюстные слюнные железы как место локализации инсулиноподобного вещества», во втором браке была замужем за физиком В. И. Петрухиным. В 1993 году защитила в Кардиологическом центре докторскую диссертацию «Реакции гладкомышечных клеток в морфогенезе сосудов (в норме и при патологии)». Живёт в США.

## Сочинения
- 1950 «Страна чудес» (пьеса)[10]
  - «Страна чудес»
  - «Сказка о старых и новых волшебниках»
- 1964 «Тревожное счастье» (драм. хроника)
- 1965 «Великолепная восьмёрка» (пьеса для детского театра)
- 1969 «Командир полка» (рассказы)
  - «Тетрадь с медными уголками»
  - «Чашка кофе»
- 1972 «Скачу за радугой» (повесть)
- 1974 «Гори, гори, моя звезда» (об Аркадии Гайдаре)
- «Секретный пакет» (рассказ о Шурике Козловском)
- 1980 «Тревожная наша юность» («Там, вдали, за рекой»)(повесть)
- 1982 «Всадник, скачущий впереди» (пьесы)[11]
  - «На улице счастливой» (1956)
  - «Девятая симфония» (1967)
  - «Всадник, скачущий впереди» (1950)
  - «Первый встречный» (1962)
  - «Частный случай»
- 1990 «Особое назначение»[12][13]
  - «Объявлен в розыске»
  - «Старший оперуполномоченный»
  - «Свадьба отменяется»
  - «Кто вы, Джордж Коллинз?» (1985)
  - «Особое назначение»

## Фильмография
- 1956 — Они были первыми
- 1967 — Его звали Роберт
- 1967 — Попутного ветра, «Синяя птица»[14]
- 1972 — Такая длинная, длинная дорога…
- 1973 — За облаками небо
- 1973 — Скачу за радугой - телеспектакль ленинградского телевидения
- 1975 — Там, за горизонтом
- 1978 — Ветер странствий
- 1980 — Сицилианская защита (фильм)
- 1980 — Жизнь и приключения четырёх друзей 1/2
- 1981 — Жизнь и приключения четырёх друзей 3/4
- 1983 — Расследует бригада Бычкова (Телеспектакль из цикла «Дела и люди ленинградской милиции»)